# Пугачёва, Капитолина Васильевна
Клавдия Васильевна Пугачёва (18 марта 1906, Павловск — 8 апреля 1996, Москва) — советская актриса театра и кино. Известна по фильму 1937 года «Остров сокровищ». Заслуженная артистка РСФСР (1947).

## Биография
Родилась в семье псаломщика Мариинской придворной церкви г. Павловска Василия Васильевича Пугачева и его жены Анастасии Алексеевны (в девичестве Борисовой). Родители умерли в 1917 году. Клавдию с братом Андреем и сестрами Евфросинией и Еленой определили в сиротский приют в Петрограде. Из детского дома Клавдию приняли в Детскую художественную студию имени З. И. Лилиной, а затем в Детскую театральную студию при Петроградском (Ленинградском) ТЮЗе, которую она окончила в 1924 году.
Детское прозвище Клавдии — Капля, Капа — стало затем её сценическим псевдонимом, с которым она неоднократно выступала на эстраде и в дружеском кругу, в многочисленных актёрских «капустниках», что послужило впоследствии причиной ошибок в интернет-публикациях о Клавдии Пугачевой (где её называют Капитолиной, смешивая с другими лицами с той же фамилией).
В 1924—1934 годах работала в Ленинградском ТЮЗе под руководством А. Брянцева. Актриса Московского театра Сатиры (1934—1941) и Московского театра имени Владимира Маяковского (1941—1973). Является автором книги воспоминаний «Прекрасные черты» о деятелях культуры 1920—1940-х годов.
Умерла от инфаркта 8 апреля 1996 года в Москве. Похоронена на Кунцевском кладбище.

## Семья
В первом браке была замужем за Михаилом Бруштейном, тогда студентом Технологического института, сыном Александры Яковлевны и Сергея Александровича Бруштейнов, (брак рано распался), затем — за актером Борисом Петровичем Чирковым, потом — за Виктором Михайловичем Шестопалом (1907—1981) — инженером-литейщиком, профессором, доктором технических наук. Сын — Шестопал Алексей Викторович (род. 1944), доктор философских наук, профессор. Внук — Шестопал Виктор Алексеевич (род. 1975), пианист, лауреат международных конкурсов.

## Творчество

### Роли в театре
Ленинградский ТЮЗ:
- «Конёк-Горбунок», 1922
- «Догоним солнце», 1922 (Журлик)
- «Антигона» (Антигона)
- «Вильгельм Телль»
- «Похождение Тома Сойера», 1924 (Гекльберри Финн)
- «Тимошкин рудник», 1925 (Тимошка)
- «Принц и нищий», 1928 (Том Кенти)
- «Так было», А.Бруштейн (Абке)
- «Ундервуд», 1929 (Маруся)
- «Винтовка № 492116», А. Крон (Паташон) (1930)
- «Проделки Скапена» (Зербинетта)
- «Дон-Кихот» (Хенесилья)

и другие
Театр сатиры:
- «Меркурий», 1934 (Анни)
- «Дорога цветов», 1934 (Таня)
- «Пигмалион», 1937 (Элиза)
- «Чёртов мост», 1939 (Зизи)

и другие
Театр драмы (Театр Маяковского):
- «Сыновья трех рек», 1944 (Матильда)
- «Обыкновенный человек», 1945 (Кира)
- «Закон чести» (Нина Ивановна)[3]

и другие

### Роли в кино
- 1937 — Остров сокровищ — Дженни Гокинс
- 1957 — Екатерина Воронина — Паша, домработница у Леднёвых

## Награды
- 1947 — Заслуженная артистка РСФСР
- 1954 — Орден «Знак Почёта»
- 1956 — Медаль «За доблестный труд в Великой Отечественной войне 1941-45г.»
- 1958 — Медаль «За освоение целинных земель»